# Maggie Valley (North Carolina)
Maggie Valley er en by i Haywood County i det vestlige North Carolina, USA. Byen har i snart 50 år været hjemsted for forlystelsesparken Ghost Town in the Sky.
Maggie Valley hører til Ashevilles administrative område. Byen har fået sit navn fra Maggie Mae Setzer, hvis far grundlagde områdets første posthus. Han foreslog flere navne, blandt andre navnene på alle sine døtre, men postvæsenet lagde sig fast på Maggie.

## Geografi
Maggie Valley omfatter et område på 4,2 km², hvoraf alt er land. Byen ligger i 902 meters højde over havet.

## Befolkning
Ved folketællingen i 2000 var der 607 indbyggere i byen. Heraf var over 96 % hvide, 14 % af indbyggerne var under 18, og 24% var over 65.
Gennemsnitsindkomsten for en husstand var 29.808 dollars og for en familie var den 40.417 dollars. Ca. 12 % af befolkningen levede under den officielle fattigdomsgrænse.

## Særligt
I 1991 kvalte danskeren Peter Lundin sin mor i Maggie Valley og begravede hende ved Cape Hatteras, hvor liget blev fundet 8 måneder senere.

## Eksterne links
- Byens officielle hjemmeside

35°30′52″N 83°04′01″V / 35.5144°N 83.0669°V